# NGC 1345
NGC 1345 (również PGC 12979 lub UGCA 74) – galaktyka spiralna z poprzeczką (SBc), znajdująca się w gwiazdozbiorze Erydanu w odległości 85 milionów lat świetlnych. Została odkryta 11 grudnia 1835 roku przez Johna Herschela. Galaktyka ta należy do gromady w Erydanie.
Galaktyka NGC 1345 ma luźno zwinięte poszarpane ramiona oraz wyraźnie wydłużoną poprzeczkę sięgającą od jądra do ramion spiralnych.